# Jan van Panthaleon van Eck
Jan Carel van Panthaleon van Eck, ursprünglich Jan Carel van Eck (* 8. April 1880 in Warnsveld; † 16. Februar 1965 in Santa Barbara, Kalifornien) war ein niederländischer Manager. In den 1930er Jahren war er Group Managing Director bei der Royal Dutch Shell Group.

## Leben und Tätigkeit
Nach dem Schulbesuch studierte van Eck ab 1899 an Rechtswissenschaften der Universität Utrecht. Er schloss seine Studien 1903 mit der Promotion zum Dr. jur. ab. Es folgte Dienst beim Militär und Tätigkeit für eine Bank.
1908 nahm van Eck eine Stelle als Sekretär von Henry Deterding, dem Präsidenten der Royal Dutch Shell Oil Company in Den Haag, an, nachdem er zeitweise Assistenzaufgaben wie die Bearbeitung der Korrespondenz seines Chefs und die Niederschrift von Diktaten erledigte. 1909 wurde er nach London geschickt, um in der Rechtsabteilung der Shell Oil zu arbeiten.
1911 wurde van Eck nach Amerika entsandt, um die Möglichkeiten des Shell-Konzerns ins dortige Ölgeschäft einzusteigen zu prüfen. In Montreal führte er die Gründung der später als Shell Canada Limited bekannt gewordenen Tochtergesellschaft durch. 1912 folgte die Gründung der American Gasoline Company in Seattle, der Vorgängerfirma der Shell Oil Company, die van Eck in den folgenden Jahren führte. Bis 1923 leitete er diverse Shell-Firmen an der amerikanischen Westküste. Nach der weiteren Expansion der Royal Dutch Shell Oil in den Vereinigten Staaten und der Konsolidierung des neuen Konzerns als Shell Union Oil Company im Jahr 1920 wurde van Eck Mitglied des Aufsichtsrates. 1922 wurde er zum Vizepräsidenten des Konzerns ernannt. 1923 musste er nach New York übersiedeln, um die Führung der Shell Union Oil Corporation – die damalige Holding Company für die Geschäftsinteressen in den Vereinigten Staaten – zu übernehmen. Auf diesem Posten blieb er mehr als dreizehn Jahre.
Von den nationalsozialistischen Polizeiorganen wurde van Eck als führender Manager eines der wichtigsten in Großbritannien angesiedelten Firmen nach seiner Emigration als wichtige Zielperson eingestuft: Im Frühjahr 1940 setzte das Reichssicherheitshauptamt in Berlin ihn auf die Sonderfahndungsliste G.B., ein Verzeichnis von Personen, die im Falle einer erfolgreichen Invasion und Besetzung der britischen Inseln durch die Wehrmacht von den Besatzungstruppen nachfolgenden Sonderkommandos der SS mit besonderer Priorität ausfindig gemacht und verhaftet werden sollten.
1936 wurde van Eck zu einem der Managing Directors des Mutterkonzerns – der Royal Dutch-Shell Firmengruppe – in London berufen: Diese Tätigkeit nahm er vom 1. Januar 1937 bis zum 31. Dezember 1946 wahr. In ihrem Rahmen entfaltete er eine ausgedehnte Reisetätigkeit zur Überwachung der Geschäftsinteressen der Shell-Gruppe, die ihn (bis zum Kriegsausbruch 1939) auf den europäischen Kontinent und nach Ostasien führte.
Nach seiner Pensionierung lebte van Eck in Santa Barbara.

## Familie
Van Eck war seit 1914 verheiratet mit Agnes Tillman aus San Francisco. Aus der Ehe gingen drei Söhne und zwei Töchter hervor, darunter der Sohn John van Eck (1915–2014), der Gründer der Van Eck Global, einer Firma zur Verwaltung von Fonds in New York City, ferner die Söhne Fred, Bart und die Töchter Agnes und Henriette.